# Mats Tysk
Mats Tysk, född 13 december 1841 i Mora, död 22 februari 1906 i Mora, var en svensk lantbrukare och riksdagsman. 
Mats Tysk var verksam som lantbrukare i Mora. Han var ledamot av riksdagens andra kammare 1885-1890, invald i Ovansiljans domsagas valkrets.